# Kunst der Farbe
Kunst der Farbe ist ein kunsttheoretisches Werk von Johannes Itten. Es erschien erstmals 1961 im Ravensburger Verlag.

## Inhalt

### Farben in der Physik
Es wird der Versuch von Isaac Newton aus dem Jahre 1676 beschrieben, als dieser erstmals nachwies, dass Licht mittels eines dreikantigen Prismas in die Spektralfarben zerlegt werden kann.
Die mit dem Auge beobachtbaren Lichtwellen liegen zwischen 400 und 700 Nanometern.
| Farbe   | Wellenlänge | Schwingungszahl   |
| ------- | ----------- | ----------------- |
| Rot     | 800–650 nm  | 400–470 Billionen |
| Orange  | 640–590 nm  | 470–520 Billionen |
| Gelb    | 580–550 nm  | 520–590 Billionen |
| Grün    | 530–490 nm  | 590–650 Billionen |
| Blau    | 480–460 nm  | 650–700 Billionen |
| Indigo  | 450–440 nm  | 700–760 Billionen |
| Violett | 430–390 nm  | 760–800 Billionen |

### Farbwirklichkeit und Farbwirkung
Farbwirklichkeit und Farbwirkung bestehen darin, dass eine Farbe erst durch den Kontrast mit einer anderen Farbe oder einer Nichtfarbe wie Grau oder Weiß ihren Wert erhält. So erscheint beispielsweise ein weißes Quadrat auf schwarzem Grund größer als ein gleichgroßes schwarzes Quadrat auf weißem Grund.
Farben teilen außerdem Flächen andere Wert zu als Linien.

### Die Harmonie der Farben
Itten geht von den Komplementärfarben aus und dem Versuch, dass verschiedene reine Farben, wenn sie in ein graues Quadrat gestellt werden, einen anderen Farbeindruck der grauen Fläche ergeben. Weiterhin will er einen objektiven wissenschaftlichen Begriff der Harmonie einführen, das dem subjektiven Harmonieempfinden des Kunstbetrachters entgegensteht.
Itten postuliert die folgende These für die Harmonie der Farben:
„Zwei oder mehrere Farben sind harmonisch, wenn sie zusammengemischt ein neutrales Grau ergeben.“

### Die subjektiven Farbklänge
In diesem Kapitel geht es um das Problem, ob Maler entweder intuitiv ihre Farben aussuchen sollen oder sich von der Farbenlehre leiten lassen sollen. Itten plädiert für Ersteres. Er nennt aber auch verschiedene Motive, die eine hellhäutige Person malen sollte und stellt die Motive, die eine dunkelhäutige Person malen sollte dem entgegen. Ferner kategorisiert er die Maler in drei Gruppen bezüglich ihrer Farbverwendung. Dies sind zum einen die Epigonen, die sich von den Farben der ihnen bekannten Gemälde leiten lassen, zum anderen die die eine persönliche Verwendung der Farben gefunden haben, der bei allen der von ihnen gemalten Bilder gleich bleibt. Und drittens ist es die Gruppe der „Universellen“, die in jedem Gemälde einen anderen Farbausdruck haben. Diese Gruppe ist die seltenste von den dreien.

### Die konstruktive Farbenlehre
Bekannte Künstler haben ihren Schaffensprozess unterschiedlich beschrieben. Rodin behauptete, er habe zunächst eine intensive Empfindung, die sich später verdichtet, so dass ein Kunstwerk entsteht. Cézanne ließ sich dagegen vom Eindruck leiten, die den Natur auf in hinterlässt. Und Matisse machte in seinen Skizzen Notizen für die Farben, die er später verwenden wollte.

### Der zwölfteilige Farbkreis

Ittens Farbkreis von 1961

Die Basis für Ittens Farbkreis bilden die drei Primärfarben (Farben erster Ordnung): Rot, Gelb und Blau. Dazwischen befinden sich die Sekundärfarben (Farben zweiter Ordnung): Orange, Violett und Grün, ermischt aus zwei Primärfarben. Außerdem kommen noch sechs „Tertiärfarben“ dazu. So besteht der Farbkreis aus zwölf Farben.

### Die sieben Farbkontraste
Die sieben Farbkontraste sind nach Itten der Farbe-an-sich-Kontrast, der Hell-Dunkel-Kontrast, der Kalt-Warm-Kontrast, der Komplementärkontrast, der Qualitätskontrast, der Quantitätskontrast, der Simultankontrast und der Sukzessivkontrast.

### Die Mischungen der Farben
Itten unterscheidet zwischen Mischungsgeraden, Mischungsdreiecken und Mischungsquadraten, die unterschiedliche Farbwirkungen erzeugen.

### Die Farbkugeln
Um die Beziehungen der Farben zueinander besser veranschaulichen zu können, die im Farbenkreis nicht dargestellt werden können, entwirft Itten vier Farbkugeln.

### Farbakrobatik
Farben lassen sich in einem Kunstwerk auch nach der Beziehung der Farben zueinander in der Farbenlehre komponieren. Es gibt die Möglichkeit der Zwei-, Drei-, Vier- und Sechklänge.

### Form und Farbe
Itten ordnet den Farben verschiedene geometrische Körper zu, mit denen sie ideal harmonierten. Rot harmoniert mit dem Quadrat, Orange mit dem Trapez, Gelb mit dem Dreieck, Grün dem kreisdreieck, Blau mit dem Kreis und Violett dem Oval.

### Räumliche Wirkung der Farben
Verschiedene Farben können eine andere Tiefenwirkung erzeugen. Beispielsweise erzeugt Gelb auf einem schwarzen Hintergrund eine räumliche Bewegung zum Betrachter während Violett in die Tiefe einzudringen scheint.

### Die impressive Farbenlehre
In diesem Kapitel spricht sich Itten für eine genaue Beobachtung der Farben in der Natur aus, die als Vorbild für die Kunst dienen sollte. Er nennt ein Experiment, das er 1944 gemacht hat. Die erste Erkenntnis war, dass bei einer rotorangen Beleuchtungsfarbe die Schatten schwarz, bei einer Beleuchtung mit zwei farbigen Lichtern das grüne Licht rote Schatten und das grüne Licht rote Schatten erzeugte. Bei der Verwendung der drei Beleuchtungsfarben Rotorange, Grün und Grünblau erzeugte Rotorange einen blaugrünen, Grün einen purpurrosanen und Grünblau einen gelben Schatten.

### Die expressive Farbenlehre
Den verschiedenen Farben wird eine Symbolik zugeordnet. So steht Gelb für die Farbe des Verstandes und des Wissens und wirkt freundlich. Rot hingegen wird dem Kriegsgott Mars zugeordnet und gilt als Farbe der Leidenschaft. Blau ist im Gegensatz zu Rot eine kalte Farbe und symbolisiert Dunkelheit und Stille. Orange wirkt festlich und stolz und Violett ist eine schwierig zu bestimmende Farbe, da viele Menschen keine bewusste Empfindung dieser Farbe zuordnen können. Es steht er für das Unbewusste und Angst Erzeugende.

### Komposition
Im letzten Kapitel geht Itten auf die unterschiedliche Wirkung von Farben ein, wenn sie mit verschiedenen Richtungen des Bildraums kombiniert werden. Horizontal erzeugt Schwere, während Vertikal Schwerelosigkeit erzeugt. So führen diagonale Richtungen in die Tiefe und erzeugen Bewegung und die zirkulären Bewegungen wirken sehr dynamisch.